# Coldfoot
Coldfoot är en plats (CDP) i Yukon-Koyukuk Census Area i delstaten Alaska i USA. Platsen hade 10 invånare, på en yta av 92,83 km² (2010).
Coldfoot är i praktiken en rastplats längs med Dalton Highway mellan Fairbanks och Deadhorse. Det finns en restaurang samt vissa övernattningsmöjligheter. Bussturer längs med vägen tar oftast två dagar, och de resande övernattar i Coldfoot. Rastplatsen grundades av Dick Mackey genom att han stod och sålde hamburgare ur en konverterad skolbuss. Lastbilsförare hjälpte sedan till att bygga upp rastplatsen.
Området var ursprungligen ett gruvläger vid namn "Slate Creek", men fick sitt nuvarande namn omkring år 1900 då guldletare längs med den närbelägna Koyukuk River fick "kalla fötter" (cold feet är engelska för kalla fötter) och vände om. 1902 hade Coldfoot två gästgiverier (road houses), två butiker, sju salooner och ett kasino. Det fanns ett postkontor i orten mellan 1902 och 1912. Det öppnade återigen 1984.
Coldfoots flygplats ligger på västra sidan om Dalton Highway och består av en 1 220 meter lång landningsbana i grus.